# Catoptria harutai
Catoptria harutai là một loài bướm đêm trong họ Crambidae.